# Izopropanol
Izopropanol (2-propanol,Propan-2-ol, IPA) je alkohol koji se dobiva iz propena (CH2=CH-CH3) - nusproizvoda pri rafinaciji nafte. Koristi se kao organsko otapalo.
CH2=CH-CH3 + H2O → (CH3)2CHOH
Izopropanol je glavni sastojak alkohola za čišćenje (uglavnom 70% smjesa izopropanol - voda), korišten je kao antifriz, sredstvo za ekstrakciju, otapalo za boje, nalazi se u dezodoransima i drugim kozmetičkim preparatima.
U manjim količinama dodaje se etanolu radi denaturacije.